# Monument la mormântul comun al ostașilor căzuți în 1944 (Ciucur-Mingir)
Monumentul la mormântul comun al ostașilor căzuți în 1944 este un monument amplasat în Ciucur-Mingir, raionul Cimișlia, Republica Moldova. Este un monument istoric de importanță națională inclus în Registrul monumentelor Republicii Moldova ocrotite de stat cu nr. 205 (raionul Cimișlia).